# ルービンシュタイン国際ピアノコンクール
ルービンシュタイン国際ピアノ・コンクールは審査委員長アリエ・ヴァルディが審査する国際ピアノコンクール。アルトゥール・ルービンシュタインを記念し、テルアビブで3年毎に開催される。

## 概要
ユニークな点は課題曲が廃されている点である。これは現在のヴァン・クライバーン国際ピアノコンクールやジーナ・バッカウアー国際ピアノコンクールと同じシステムである。ただし、室内楽と協奏曲は選択リストの中から選ばないといけない。

## 上位受賞者
| 年         | 1位                                                                      | 2位                                                                  | 3位                                                                 |
| ---------- | ------------------------------------------------------------------------ | -------------------------------------------------------------------- | ------------------------------------------------------------------- |
| 1974       | エマニュエル・アックス（米国）                                           | ユージン・インジック（米国）                                         | ヤニーナ・フィアルコフスカ（加）、セタ・タニエル(Seta Tanyel)（墺） |
| 1977       | ゲルハルト・オピッツ（西独）                                             | Diana Kacs（ブラジル）                                               | 寺田悦子（日本）                                                    |
| 1980       | グレゴリー・アレン(Gregory Allen)（米国）                                | イアン・ホブソン（英国）                                             | ジェフリー・トーザー（豪）                                          |
| 1983       | ジェフリー・カハネ（米国）                                               | 陳宏寬(Hung-Kuan Chen)（台湾）                                       | スー・フェイピン（許斐平、中国）                                    |
| 1986       | なし                                                                     | トーマス・デュイス（西独）                                           | アンジェラ・チェン(Angela Cheng)（加）                              |
| 1989       | イアン・ファウンテン(Ian Fountain)（英国）、ベンジャミン・フリス（英国） |                                                                      |                                                                     |
| 1992       | ジョルジア・トマッシ（伊）                                               | シモーネ・ペドローニ（伊）                                           | イリヤ・イーティン（露）                                            |
| 1995       | アレクサンダー・コルサンティア（ジョージア）                             | セルゲイ・タラソフ（露）                                             | オハド・ベン＝アリ(Ohad Ben-Ari)（イスラエル）                      |
| 1998       | イーゴリ・チェトゥーエフ(Igor Tchetuev)（ウクライナ）                    | ヴィタリー・サモシュコ（ウクライナ）                                 | Jong-Gyung Park（韓国）                                             |
| 2001       | キリル・ゲルシュタイン（露）                                             | フレンク・ ヴィジ(Ferenc Vizi)（ルーマニア）                         | マッシミリアーノ・フェッラーティ（伊）                              |
| 2005       | アレクサンダー・ガヴリリュク（ウクライナ）                               | イゴール・レヴィット（独）                                           | ソン・ヨルム（韓国）                                                |
| 2008       | なし                                                                     | ローマン・ラビノヴィチ（イスラエル）、チンユン・フー（胡瀞雲、台湾） | カティア・ブニアティシヴィリ（ジョージア）                          |
| 2011       | ダニール・トリフォノフ（露）                                             | ボリス・ギルトブルグ（イスラエル）                                   | イリヤ・ラシュコフスキー（露）                                      |
| 2014       | アントニー・バリシェフスキー(Antonii Baryshevskyi)（ウクライナ）         | スティーブン・リン(Steven Lin)（米国）                               | チョ・ソンジン（韓国）                                              |
| 2017       | シモン・ネーリング(Szymon Nehring)（ポーランド）                         | ダニエル・ペトリカ・チョバヌ(Daniel Petrica Ciobanu)（ルーマニア）   | サラ・ダネシュパー(Sara Daneshpour)（米国）                         |
| 2020(2021) | Juan Pérez Floristán（スペイン）                                         | Shiori Kuwahara（日本）                                              | Cunmo Yin（中国）                                                   |
| 2023       | ケヴィン・チェン（Kevin Chen）（カナダ）                                 | ギオルギ・ギガシヴィリ（Giorgi Gigashvili）（ジョージア）            | 黒木雪音（日本）                                                    |

## 備考
2024年現在ルービンシュタイン国際ピアノコンクールはイスラエルの特別軍事作戦下においても除名されていないばかりか、除名審議も行われる気配はない。イスラエルはこれまでにもパレスチナと何度となく軍事衝突を繰り返してきたが、国際音楽コンクール世界連盟で除名審議がなされたことは全くない。